# Phlebobranchia
Phlebobranchia — podrząd żachw z rzędu Enterogona. 
Charakterystyczną cechą przedstawicieli tego rzędu jest obecność niesparowanych gonad, obecnych z tej samej strony ciała co układ pokarmowy. Podobnie jak w rzędzie Pleurogona, nie występuje wyraźny podział ciała na części. Główne różnice pomiędzy rodzinami mają miejsce w osiąganych rozmiarach, w anatomii gardzieli (w ilości obecnych w niej naczyń krwionośnych oraz w budowie przetchlinek), w formie, rozmiarze oraz umiejscowieniu gonad oraz w trybie życia (czy dany takson występuje samotnie czy w koloniach).
Do podrzędu zaliczają się następujące rodziny:
- Agnesiidae Michaelsen, 1898
- Ascidiidae Herdman, 1882
- Cionidae Lahille, 1887
- Corellidae Lahille, 1888
- Diazonidae Garstand, 1891
- Hypobythiidae Sluiter, 1895
- Perophoridae Giard, 1872